# Leptocyon
Leptocyon fue un pequeño género extinto de cánidos endémicos de Norteamérica entre el Oligoceno y el Mioceno, que vivieron entre hace 24,8 y hace 10,3 millones de años. Leptocyon era un pequeño animal parecido a un zorro, con el cuerpo pequeño y la mandíbula esbelta.

## Taxonomía
Leptocyon fue nombrado por Matthew (1918). Fue luego sinonimizado subjectivamente con Vulpes por Gregory (1942); fue más tarde revalidado por Webb (1969), Carroll (1988) y Munthe (1998). Fue asignado a la familia Canidae por Matthew (1918), Webb (1969), Carroll (1988) y Munthe (1998).

## Morfología
Dos especímenes fueron examinados por Legendre y Roth. Estimando la masa corporal de estos se llegó a una estimación de peso de 3.26 kilogramos.